# Louis V. Arco
Louis V. Arco (24 de julio de 1899 – 3 de abril de 1975) fue un actor teatral y cinematográfico austriaco.

## Biografía
Nacido en Baden bei Wien, Imperio austrohúngaro (en la actual Austria), su verdadero nombre era Lutz Altschul. 
Durante la Primera Guerra Mundial cursó estudios en una escuela de cadetes, con la finalidad de dedicarse a la vida militar. Sin embargo, finalizada la guerra, en 1919 decidió iniciar la carrera de actor. 
En 1922 llegó a Leipzig, donde por vez primera se colocó ante las cámaras. Uno de sus primeros filmes fue la película muda alemana Liebesfeuer (1925). Dos años después, Altschul fue Nicola Sacco en el film mudo austriaco Sacco und Vanzetti. En 1929 actuó en su última producción muda, Napoleon auf St. Helena, sobre los últimos días de Napoleón, película dirigida por Lupu Pick.
La primera película sonora en la que actuó fue Rosenmontag, rodado en 1930. Al siguiente año actuó en Yorck (sobre la vida del general prusiano Ludwig Yorck von Wartenburg, que luchó contra Napoleón). En 1932, Altschul actuó en su última película alemana, Der Schwarze Husar, que protagonizaba Conrad Veidt. Tras la llegada de los Nazis al poder en Alemania en 1933, Altschul decidió volver a Austria.
Con la toma de Austria por las fuerzas de Hitler en el Anschluss de 1938, Altschul emigró a los Estados Unidos, cambiando su nombre por Louis V. Arco. Su primer film en América fue el drama bélico de 1939 Nurse Edith Cavell. En 1941 recibió un pequeño papel en otro drama bélico, el film de Warner Bros. Underground, dirigido por Vincent Sherman. Como otros muchos actores alemanes y austriacos que huyeron de los nazis, Altschul acabó interpretándolos en el cine.
En 1941 consiguió un buen papel en la cinta de Hal B. Wallis Dr. Ehrlich's Magic Bullet, protagonizada por Edward G. Robinson. Al siguiente año fue un censor nazi en la producción de Warner Bros. Berlin correspondent, con Dana Andrews. A finales de ese año encarnó a un refugiado en Casablanca, en una escena que tenía lugar en el Café de Rick.
Arco actuó en 14 películas en 1943, casi siempre interpretando a nazis en papeles sin reflejo en los títulos de crédito. En Edge of Darkness, protagonizada por Errol Flynn, era un teniente alemán confiscando alimentos y ropa en una población de Noruega. Jack Warner no quería dejar asomo de duda sobre la moral Nazi. También fue un oficial alemán alpino en Chetniks! The Fighting Guerrillas, una producción de Twentieth Century-Fox ambientada en la Yugoslavia ocupada por Alemania en la guerra. En otro film, Hitler's Madman, encarnó a un sargento.
Más adelante trabajó en el controvertido título de Warner Bros.'s Mission to Moscow, que protagonizaba Walter Huston. Arco fue también un Nazi en Hostages, y en The Strange Death of Adolf Hitler, un oficial de la Gestapo. De nuevo un Nazi en The Cross of Lorraine, sin embargo en La canción de Bernadette dejó a un lado esa imagen para encarnar a un fraile franciscano. Otro de sus pequeños papeles fue el de un oficial de U-Boot en otra película de Humphrey Bogart, Action in the North Atlantic.
Los papeles que recibía Arco fueron a menos con la finalización de la Segunda Guerra Mundial. En 1945 solamente actuó en una película, Counter-Attack, interpretando a un coronel alemán. En 1945 volvió a Europa, y en 1949 trabajaba en Alemania Occidental, donde rodó Duell mit dem Tod utilizando su verdadero nombre. Tras esta película, únicamente rodó tres más. Rodó Bergheimat en Austria en 1952, y fue Dörfl en Question 7, película alemana de 1961. Su última producción fue un documental melodramático rodado en Suiza sobre el aborto, que se titulaba Angeklagt nach § 218 (1966). En 1972, con más de 70 años, Arco intervino en un episodio de la serie televisiva Kung fu, que protagonizaba David Carradine.
Louis V. Arco falleció en Zürich, Suiza, en 1975, a los 75 años de edad.

## Filmografía
- 1922: Lilly Humbrecht, der Leidensweg einer Stieftochter
- 1923: Die Liebe einer Königin
- 1925: Liebesfeuer
- 1927: Im Schatten des elektrischen Stuhls
- 1929: Napoleon auf St. Helena
- 1930: Rosenmontag
- 1931: Die Försterchristl
- 1931: Yorck
- 1932: Der schwarze Husar
- 1939: Nick Carter, Master Detective
- 1939: Nurse Edith Cavell
- 1940: Dr. Ehrlich's Magic Bullet
- 1941: Underground
- 1942: All Through the Night
- 1942: Berlin Correspondent
- 1942: Casablanca
- 1942: Desperate Journey
- 1942: Pacific Rendezvous
- 1943: Action in the North Atlantic
- 1943: Adventures of the Flying Cadets
- 1943: Appointment in Berlin
- 1943: Chetniks! The Fighting Guerrillas
- 1943: The Cross of Lorraine
- 1943: Edge of Darkness
- 1943: Gangway for Tomorrow
- 1943: Hitler’s Madman
- 1943: Hostages
- 1943: Mission to Moscow
- 1943: The Moon Is Down
- 1943: La canción de Bernadette
- 1943: The Strange Death of Adolf Hitler
- 1943: Esta tierra es mía
- 1943: Los verdugos también mueren
- 1944: Address Unknown
- 1944: The Big Noise
- 1944: The Black Parachute
- 1944: The Hitler Gang
- 1944: Secrets of Scotland Yard
- 1944: The Story of Dr. Wassell
- 1944: Wilson
- 1945: Counter-Attack
- 1945: Son of Lassie
- 1949: Duell mit dem Tod
- 1952: Die schöne Tölzerin
- 1952: Straße zur Heimat
- 1961: Question 7
- 1963: Die Fotokopie (Serie Das Kriminalmuseum)
- 1964: Geschichten aus dem Wienerwald
- 1966: Angeklagt nach § 218
- 1973: The Chalice (Serie Kung fu)